# Bhagvat Singh
Bhagvat Singh detto anche Bhagvatsinhji Sagramsimhji (Dhoraji, 24 ottobre 1865 – Gondal, 9 marzo 1944) è stato un principe e medico indiano.
Fu maragià di Gondal dal 1869 al 1944.

## Biografia
Bhagvatsingh nacque col nome di Kumar Sri Bhagvatsinghji Sangramsinhji Sahib, e col titolo di yuvaraja Sahib di Gondal, il 24 ottobre 1865 a Dhoraji, figlio terzogenito ma unico sopravvissuto di Thakurani Bai Shri Monghiba Sahiba, figlia di Jhala Shri Rartansinhji Sahib di Minapur, e terza moglie di Thakore Sagramji II, Thakore Sahib, o capo, di Gondal, un piccolo stato principesco indiano governato da un ramo della dinastia Jadeja.
La famiglia governante Gondal si era divisa dalla dinastia di Rajkot all'inizio del XVII secolo. Nel 1869, alla morte del padre, Bhagvat Singh gli succedette all'età di soli quattro anni.

### Istruzione
Bhagvatsingh studiò al Rajkumar College di Rajkot. Studiò quindi medicina all'Università di Edimburgo dal 1892, dove si diplomò dottore nel 1895 e divenne membro del Collegio Reale dei Medici di Edimburgo, unico principe regnante ad averlo mai fatto. Nel 1894 divenne presidente della commissione organizzatrice dell'VIII congresso internazionale d'igiene e di demografia che si tenne a Budapest. Divenne quindi vicepresidente dell'Indian Medical Association.
Nel 1900 divenne membro della Royal Society di Edimburgo, proposto da Sir William Turner, Douglas Argyll Robertson, Alexander Crum Brown e Peter Guthrie Tait.

## Regno
Bhagvatsingh riformò l'amministrazione dello stato che si trovò a governare, sviluppandone le risorse locali, erigendovi scuole, collegi ed ospedali, provvedendo l'educazione obbligatoria per ragazzi e ragazze sino all'università, costruendo scuole tecniche per ingegneri. Bhagvatsingh costruì nel contempo dighe per migliorare l'irrigazione dei campi, avviando la costruzione di linee telegrafiche, ferrovie, linee telefoniche e linee elettriche, battendosi inoltre per i diritti delle donne. In particolare egli fu un campione dell'educazione femminile ritenendo che se si fossero formate donne acculturate, avrebbero allevato figli migliori. Bhagvatsingh pubblicò inoltre il primo dizionario di lingua gujarati e la prima enciclopedia in tale lingua, la "Bhagavadgomandal" nel 1928.
Dei suoi figli, tutti educati in Inghilterra, Bhojirajsingh, studiò ala Eton School ed al Balliol College, Oxford, divenendo ingegnere.
Per tutti questi suoi meriti, a soli quattro anni dal raggiungimento della sua maggiore età, nel 1888, ottenne il titolo personale di maharaja e gli vennero garantiti saluti formali a 11 salve di cannone; nel 1887 divenne cavaliere per mano della regina Vittoria.
Durante il suo regno, Bhagvatsingh abolì tutte le tasse e le pendenze relative alle esportazioni, facendo di Gondal una zona franca. Non solo abolì il purdah per le donne, ma si impegnò anche in altri fronti per favorire le donne residenti nel suo stato.
Dal 1918, Gondal era l'unico stato della Western India States Agency a garantire l'istruzione obbligatoria che veniva impartita in ogni villaggio Nell'ottobre del 1934, nel 50° della sua ascesa al trono donò il corrispondente del suo peso in oro in opere di carità. Bhagvatsingh morì il 9 marzo 1944 dopo 75 anni di regno, distinguendosi come uno dei regnanti più progressisti della storia indiana.

## Matrimonio e figli
Il 3 giugno 1881, Bhagvatsingh sposò la maharani Shri Nand Kunverbaiji Sahiba (1867-9 marzo 1936). La coppia ebbe insieme sei figli e tre figlie:
1. Yuvraj Sahib Bhojirajsinhji Bhagvatsinhji (8 gennaio 1883 – 31 luglio 1952, r. 1944–1952), maharaja di Gondal
2. Maharajkumari Bai Shri Nanba Kunverba Sahiba (1884–?)
3. Rajkumar Shri Ajitsinhji Bhagvatsinghji Sahib (gennaio–maggio 1887)
4. Rajkumar Shri Ranjitsinhji Bhagvatsinghji Sahib (16 settembre 1887 – 1890)
5. Maharajkumar Shri Dr. Bhupatsinhji Bhagvatsinghji Sahib, LRCP, MRCS, DTM (25 maggio 1888 – 1945?)
6. Maharajkumari Bai Shri Leilaba Kunverba Sahiba, poi rani di Jubbal (14 febbraio 1891 – 7 marzo 1975)
7. Maharajkumar Shri Kiritsinhji Bhagvatsinghji Sahib (13 febbraio 1894–?)
8. Maharajkumar Shri Natwarsinhji Bhagvatsinghji Sahib (29 maggio 1895 – 28 ottobre 1937) (ucciso da un leone asiatico a Junagadh)
9. Maharajkumari Bai Shri Taraba Kunverba Sahiba (4 marzo 1900 – 1958)